# Namur (okręg)
Namur (fr. Arrondissement administratif de Namur, nld. Arrondissement Namen, niem. Bezirk Namur) – okręg w północnej Belgii, w Regionie Walońskim, w prowincji Namur.  

## Podział administracyjny
Okręg podzielony jest na 16 gmin (nld. gemeente, fr. commmune, niem. Gemeinde), w skład których wchodzi 129 dzielnic (deelgemeente)
| - Andenne, miasto - Bonneville - Coutisse - Landenne - Maizeret - Namêche - Sclayn - Seilles - Thon-Samson - Vezin - Assesse - Courrière - Crupet - Florée - Maillen - Sart-Bernard - Sorinne-la-Longue - Éghezée - Aische-en-Refail - Bolinne - Boneffe - Branchon - Dhuy - Hanret - Leuze - Liernu - Longchamps - Mehaigne - Noville-sur-Mehaigne - Saint-Germain - Taviers - Upigny - Waret-la-Chaussée - Fernelmont - Bierwart - Cortil-Wodon - Forville - Franc-Waret - Hemptinne - Hingeon - Marchovelette - Noville-les-Bois - Pontillas - Tillier - Floreffe - Floriffoux - Franière - Soye | - Fosses-la-Ville, miasto - Aisemont - Le Roux - Sart-Eustache - Sart-Saint-Laurent - Vitrival - Gembloux (Gembloers), miasto - Beuzet - Bossière - Bothey - Corroy-le-Château - Ernage - Grand-Leez - Grand-Manil - Isnes - Lonzée - Mazy - Sauvenière - Gesves - Faulx-Les Tombes - Haltinne - Mozet - Sorée - Jemeppe-sur-Sambre - Balâtre - Ham-sur-Sambre - Mornimont - Moustier-sur-Sambre - Onoz - Saint-Martin - Spy - La Bruyère - Bovesse - Émines - Meux - Rhisnes - Saint-Denis - Villers-lez-Heest - Warisoulx - Mettet - Biesme - Biesmerée - Ermeton-sur-Biert - Furnaux - Graux - Saint-Gérard - Oret - Stave | - Namur (Namen / Namür), miasto - Beez - Belgrade - Boninne - Bouge - Champion - Cognelée - Daussoulx - Dave - Erpent - Flawinne - Gelbressée - Jambes - Lives-sur-Meuse - Loyers - Malonne (Maeslangen) - Marche-les-Dames - Naninne - Saint-Marc - Saint-Servais - Suarlée - Temploux - Vedrin - Wépion - Wierde - Ohey - Évelette - Goesnes - Haillot - Jallet - Perwez - Profondeville - Arbre - Bois-de-Villers - Lesve - Lustin - Rivière | - Sambreville, miasto - Arsimont - Auvelais - Falisolle - Keumiée - Moignelée - Tamines - Velaine-sur-Sambre - Sombreffe - Boignée - Ligny - Tongrinne |